# Klete Keller
Klete Keller (Las Vegas, 21 de março de 1982) é um nadador norte-americano, ganhador de duas medalhas de ouro em Jogos Olímpicos com os revezamentos americanos.
O revezamento americano composto por Keller, Michael Phelps, Ryan Lochte e Peter Vanderkaay não foi superado entre as Olimpíadas de Atenas em 2004 e 2009.

## Vida pessoal
Keller foi em janeiro de 2021 acusado por participar na invasão ao Capitólio, nos Estados Unidos. O nadador foi alvo de uma denúncia do FBI, que apresentou um vídeo em que Keller surge entre as pessoas que invadiram o edifício. Keller eliminou as suas contas das redes sociais e não comentou as acusações.